# Emington
Emington és una població dels Estats Units a l'estat d'Illinois. Segons el cens del 2000 tenia 120 habitants.

## Demografia
Segons el cens del 2000, Emington tenia 120 habitants, 49 habitatges, i 26 famílies. La densitat de població era de 463,3 habitants/km².
Dels 49 habitatges en un 32,7% hi vivien nens de menys de 18 anys, en un 36,7% hi vivien parelles casades, en un 10,2% dones solteres, i en un 44,9% no eren unitats familiars. En el 38,8% dels habitatges hi vivien persones soles el 14,3% de les quals corresponia a persones de 65 anys o més que vivien soles. El nombre mitjà de persones vivint en cada habitatge era de 2,45 i el nombre mitjà de persones que vivien en cada família era de 3,37.
Per edats la població es repartia de la següent manera: un 30,8% tenia menys de 18 anys, un 13,3% entre 18 i 24, un 28,3% entre 25 i 44, un 15% de 45 a 60 i un 12,5% 65 anys o més.
L'edat mediana era de 32 anys. Per cada 100 dones de 18 o més anys hi havia 88,6 homes.
La renda mediana per habitatge era de 30.417 $ i la renda mediana per família de 31.607 $. Els homes tenien una renda mediana de 30.250 $ mentre que les dones 16.875 $. La renda per capita de la població era de 12.183 $. Aproximadament el 16,1% de les famílies i el 12,5% de la població estaven per davall del llindar de pobresa.

## Poblacions més properes
El següent diagrama mostra les poblacions més properes.